# Teoria cunoașterii (Bacalaureat Internațional)
Teoria cunoașterii (prescurtat TOK — Theory of knowledge) este un curs obligatoriu din Programul Diplomei de Bacalaureat Internațional. Este similar cu cursurile de epistemologie oferite la multe universități.romane

## Descrierea cursului
Teoria cunoașterii este un curs creat de organizația IB și nu trebuie conceput ca un curs de epistemologie pură. Acest curs implică un proces de explorare și împărtășire a opiniilor elevilor cu privire la întrebările despre cunoștințe (un termen care acoperă „tot ceea ce poate fi abordat dintr-un punct de vedere al teoriei cunoașterii”). Scopul cursului este de a îi determina pe elevi să iasă din zona lor de confort și de a-i face să pună întrebări referitoare la felul în care funcționează cunoașterea. Profesorii au dreptul să selecteze o metodologie de predare și un material de curs care să transmită fundamentul teoretic al conceptelor esențiale și să ofere un mediu în care aceste concepte pot fi discutate și dezbătute. Accentul discuției nu ar trebui să fie pus pe diferențierea dintre ideile corecte și greșite, ci pe calitatea justificării și explicării și pe o abordare echilibrată a cererii de cunoaștere în cauză. 
Ca structură, cursul TOK folosește o combinație de întrebări, într-o ordine la alegerea profesorului:
- Modalități de cunoaștere: (percepția sensului, rațiunea, emoția, credința, imaginația, intuiția, memoria și limba). Cum începem să cunoaștem lumea și care sunt avantajele și dezavantajele fiecărui mod în care învățăm despre cum funcționează lumea și care este locul nostru în ea. Până în toamna anului 2014 au existat în programă doar patru modalități prin care se realizează cunoașterea (sens, percepție, rațiune, emoție și limbă), însă curriculum-ul IB s-a schimbat apoi pentru a include alte patru modalități de cunoaștere: intuiție, imaginație, credință și memorie.
- Domenii de cunoaștere (matematică, științe naturale, științe umaniste, istorie, sisteme de cunoștințe religioase, sisteme de cunoaștere tradiționale, artă și etică): natura lor distinctivă și metodele de dobândire a cunoștințelor, tipurile de revendicări pe care le fac fiecare și problemele pe care trebuie să le ia în considerare. Întrebări puse în cadrul modulului acestuia sunt: „De unde știi că metoda științifică este o metodă valabilă de a dobândi cunoștințe?”, „Care este motivul pentru care avem cunoștințe istorice și cum se aplică în viață?” etc.).[2] OBI a avut inițial șase domenii de cunoaștere: matematică, științe naturale, științe umaniste, istorie, artă și etică. În toamna anului 2014, curriculumul IB s-a modificat pentru a include încă două domenii de cunoaștere: sistemele de cunoștințe religioase și sistemele tradiționale de cunoaștere.
- Factori care depășesc modalitățile individuale de cunoaștere și domeniile cunoașterii: 
  - Natura științei: care sunt diferențele dintre informație, date, credință, încredere, opinie, cunoaștere și înțelepciune?
  - Cunoașterea în comunitate: ce cunoștințe sunt luate de bune, ca atare în comunitate? Cum putem decide care credințe trebuie verificate în continuare?
  - Perspectiva și aplicațiile cunoașterii : cum influențează vârsta, educația, cultura și experiența asupra selecției surselor și formării unor dorințe de cunoaștere? Dacă ști ceva, sau cum să faci ceva, ai responsabilitatea de a-ți folosi cunoștințele? Prin utilizarea diferitelor tipuri de arii de cunoștințe și modalități de cunoaștere, elevii încep să scrie justificări și revendicări în diferit tipuri de texte.
  - Justificări ale afirmațiilor: de ce ar trebui ca cerințele să fie evaluate critic? Sunt logica, percepția senzorială, revelația, credința, memoria, consensul, intuiția și conștiința de sine justificări fiabile? Utilizarea coerenței, a corespondenței, a pragmatismului și a consensului ca criterii ale adevărului .

Cursul TOK trebuie să includă 100 de ore de predare în cei doi ani ai Programului de Diplomă. Urmând cursul, studenții ar trebui să poată să analizeze revendicările de cunoștințe și să răspundă la problemele cunoașterii în contextul diferitelor domenii ale cunoașterii și modurilor de cunoaștere, exprimând ideile cu exactitate și onestitate, folosind exemple din propriile lor experiențe ca cursanți în viața cotidiană.
- Cunoștințele personale sunt dobândite prin asimilarea sistematică a cunoștințelor comune, dobândite în diferite domenii ale cunoașterii, printr-un proces care variază în cadrul disciplinelor.[6]
- Cunoașterea comună este realizată prin acumularea de corpuri de cunoaștere în diferite domenii ale cunoașterii, mass-media și societate. [6]

- Cadrul de cunoștințe este o schemă care conține cinci elemente: domeniul și aplicația, limbajul, metodologia, dezvoltarea istorică și legăturile cu cunoștințele personale. [6]

## Evaluare
Teoria cunoașterii este evaluată în două părți: o examinare externă sub forma unui eseu de 1200 — 1600 de cuvinte și o prezentare evaluată intern. Fiecare parte este marcată cu ajutorul criteriilor de evaluare (patru criterii pentru eseu și patru pentru prezentare) care descriu nivelurile de realizare (de exemplu, „Ancheta explorează aspecte legate de cunoaștere. Majoritatea punctelor sunt justificate; cele mai multe argumente sunt coerente. Sunt luate în considerare unele contestații.” descrie nivelul 5-6 într-unul din criteriile de eseu). Punctajul total este convertit într-o notă de la A la E (unde A reprezintă un nivel excelent, iar E reprezintă un nivel elementar). Un sistem similar este utilizat pentru eseul extins, iar elevii pot obține până la 3 puncte pentru diplomă pe baza notelor obținute pentru TOK și EE, conform matricei de mai jos. Nu se acordă nici o diplomă dacă un candidat nu prezintă eseul TOK sau prezentarea TOK sau primește nota E, fie pentru eseul extins, fie pentru teoria cunoștințelor. 
|                                                | Teoria cunoașterii | Teoria cunoașterii | Teoria cunoașterii | Teoria cunoașterii | Teoria cunoașterii | Teoria cunoașterii |
| ---------------------------------------------- | ------------------ | ------------------ | ------------------ | ------------------ | ------------------ | ------------------ |
| Eseu extins                                    |                    |                    |                    |                    |                    |                    |
|                                                | A                  | B                  | C                  | D                  | E                  |                    |
| A                                              | 3                  | 3                  | 2                  | 2                  | Situația nereușită |                    |
| B                                              | 3                  | 2                  | 2                  | 1                  | Situația nereușită |                    |
| C                                              | 2                  | 2                  | 1                  | 0                  | Situația nereușită |                    |
| D                                              | 2                  | 1                  | 0                  | 0                  | Situația nereușită |                    |
| E                                              | Situația nereușită | Situația nereușită | Situația nereușită | Situația nereușită | Situația nereușită |                    |
| Sursa: matricea de puncte de diplomă. Mai 2015 |                    |                    |                    |                    |                    |                    |

### Eseul TOK
Pentru fiecare sesiune de examene, IB indică 6 titluri de eseuri din care studenții trebuie să aleagă, de exemplu „Toate revendicările de cunoștințe ar trebui să fie deschise criticii raționale. Pe ce motive și în ce măsură ați fi de acord cu această afirmație?”  Fiecare titlu ridică întrebări interdisciplinare generice despre cunoștințe, iar elevul trebuie să ia în considerare problemele ridicate în titlu și să ajungă la concluzii despre ele. Eseul ar trebui să prezinte revendicări și cereri, corelând problemele cunoașterii cu domenii de cunoaștere și moduri de cunoaștere și să arate dovezi ale gândirii și redactării originale de către elev. Eseurile care au un număr de cuvinte mai mare decât numărul maxim de cuvinte de 1600 sunt penalizate printr-o reducere de o notă, iar orice conținut dincolo de cuvântul al 1600-lea al eseului nu va fi citit de examinator.

### Prezentarea TOK
În timpul cursului de teorie a cunoașterii, elevii trebuie să planifice și să realizeze cel puțin o prezentare către clasă (în grup mic sau individual, maximum trei elevi). Subiectul se bazează pe o situație reală de interes pentru elev, de exemplu „Fiabilitatea mediatizării științei”, „Ce face o operă de artă?”, iar prezentarea ar trebui să demonstreze motivul pentru care tema este semnificativă, legând-o de o întrebare principală relevantă asupra cunoștințelor, discutând aceste aspecte și examinând implicațiile abordării întrebării din diferite perspective, date de modalitățile de cunoaștere, urmate prin una sau două dintre zonele de cunoaștere. Profesorii pot să îi ajute pe elevi la selectarea temelor și la identificarea unei abordări adecvate. Aproximativ 10 minute ar trebui să fie rezervate pentru fiecare persoană care prezintă și aproape orice formă este permisă (de exemplu dezbateri, jocuri, scheciuri, interviuri etc.), cu excepția citirii cu voce tare a unui eseu. Dacă un candidat alege să citească un eseu, este foarte probabil să nu primească notă de trecere.